# António Leitão
António Leitão, född den 22 juli 1960 i Espinho, Portugal, död 18 mars 2012 i Porto, var en portugisisk friidrottare inom långdistanslöpning.
Han tog OS-brons på 5 000 meter vid friidrottstävlingarna 1984 i Los Angeles. 

### Allmänna källor
1. ↑  World Athletics Database, World Athletics ID: 4730.[källa från Wikidata]
2. ↑  Morreu o antigo atleta olнmpico António Leitão (på portugisiska), läs online, läst: 12 augusti 2012.[källa från Wikidata]
3. ↑  läs online, www.ordens.presidencia.pt .[källa från Wikidata]